# Virgen de la Humildad
La Virgen de la Humildad es la denominación para la representación artística de una advocación mariana dentro de la múltiple tipología de las madonnas, en la que María aparece sentada en el suelo o en un cojín bajo y con el Niño en su regazo. Aunque se considera el modelo principal de origen italiano (atribuido a Simone Martini), y producido con frecuencia en el periodo de tránsito entre el Gótico y el Renacimiento, su tipología sería desarrollada en gran parte de Europa, y en especial por las guildas de los pintores flamencos, reciclándose en otros motivos iconográficos, como el descanso en la huida a Egipto, o el motivo del hortus conclusus, así como en posteriores versiones de la madonna lactans.

## Características
El historiador Millard Meiss, pupilo de Panofsky, en su estudio de 1951 titulado Pintura en Florencia y Siena después de la peste negra, y dedicado a motivos iconográficos como la Madonna dell'Umiltà  llega a cuatro conclusiones maestras:
1. La virgen de humildad es el resultado iconográfico de la fusión de la virgen amamantando al niño de la Natividad, con la figura conocida como «la mujer sentada del Apocalipsis».
2. Se inspira en imágenes que existían en el Norte de Europa en el siglo xiii, rediseñadas en la Italia del Trecento (siglo xiv).
3. El «contrapposto» espacial del Niño no es medieval sino anterior, con ejemplos semejantes en el arte antiguo.
4. La mujer en el suelo también es ajena al medievo, pero sin analogía en el arte antiguo.[9][4]

Según Meiss, la postura de la virgen sentada en el suelo con una pierna sobre la otra, opcionalmente amamantando y coronada de estrellas, tuvo dos focos icono-ideológicos: por un lado la virgen de la Natividades góticas y por otro, la citada ‘mujer sentada del Apocalipsis’, un descubrimiento del propio Meiss hallado en un manuscrito inglés del siglo xiii (Londres, ca. 1260), conocido como Morgan Apocalypse y nombrado: MS M.524 fol. 8v.
En cuanto a la postura del ‘contrapposto’ del niño Jesús –otra de las claves diferenciadoras de la Madonna de humildad–, Meiss localizó la más antigua en las catacumbas romanas de Priscila, del siglo ii, en un pasaje de la visión de Isaías.

## Origen y evolución

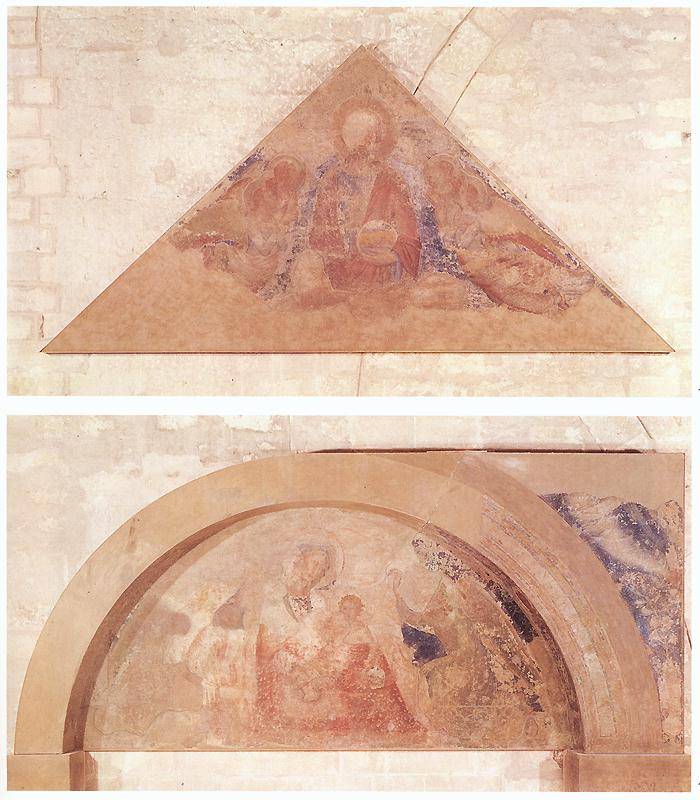
Motivos pintados al fresco en el tímpano y la luneta de la catedral de Aviñón, atribuidos a Simone Martini, hacia 1341.

La difusión del modelo mariano de la «Madonna dell'Umiltà» a lo largo del Trecento, se adjudica a las órdenes mendicantes, «en especial la dominica», y respaldada por los argumentos de Tomás de Aquino, que glosó su «vertiente teórica y simbólica». La palabra humildad procede del latín «humus»,  que significa tierra o suelo.
La más antigua de las pinturas conservadas de esta tipología data de 1346 y se encuentra en el Galería Nacional de Palermo, firmada por Bartolommeo Pellerano da Camogli. En ella, María, sentada en un cojín en el suelo sostiene al niño, que mira al espectador. La pintura lleva la inscripción latina «Nostra Domina de Humiltate», entendiéndose que la postura es representación de su humildad. A pesar de su escasa calidad artística se la relaciona con el trabajo de Simone Martini, y en concreto con el fresco a él atribuido y conservado en el tímpano y la luneta de la portada románica de «Notre-Dame-des-Doms», en Aviñón, y datado entre 1340-1343. Otra obra similar se conserva en la Alte Nationalgalerie berlinesa, atribuida a un seguidor o discípulo de Lippo Memmi. Forma parte de la iconografía dedicada a la virgen y el niño que se extendió por toda Italia y ya a partir de 1375 por España, Francia y Alemania, entre los temas más populares del trecento temprano. A lo largo del siglo xv se produjeron en serie en los talleres familiares de Lorenzo Monaco, Sano di Pietro, Andrea di Bartolo, Sassetta o Giovanni di Paolo, entre muchos otros maestros italianos. Posteriormente, en 1631, se le dedicó un altar a la «Madonna dell'Umiltà» en la iglesia de Santa Maria Novella de Florencia.

## Algunos modelos italianos

### La escuela de Siena

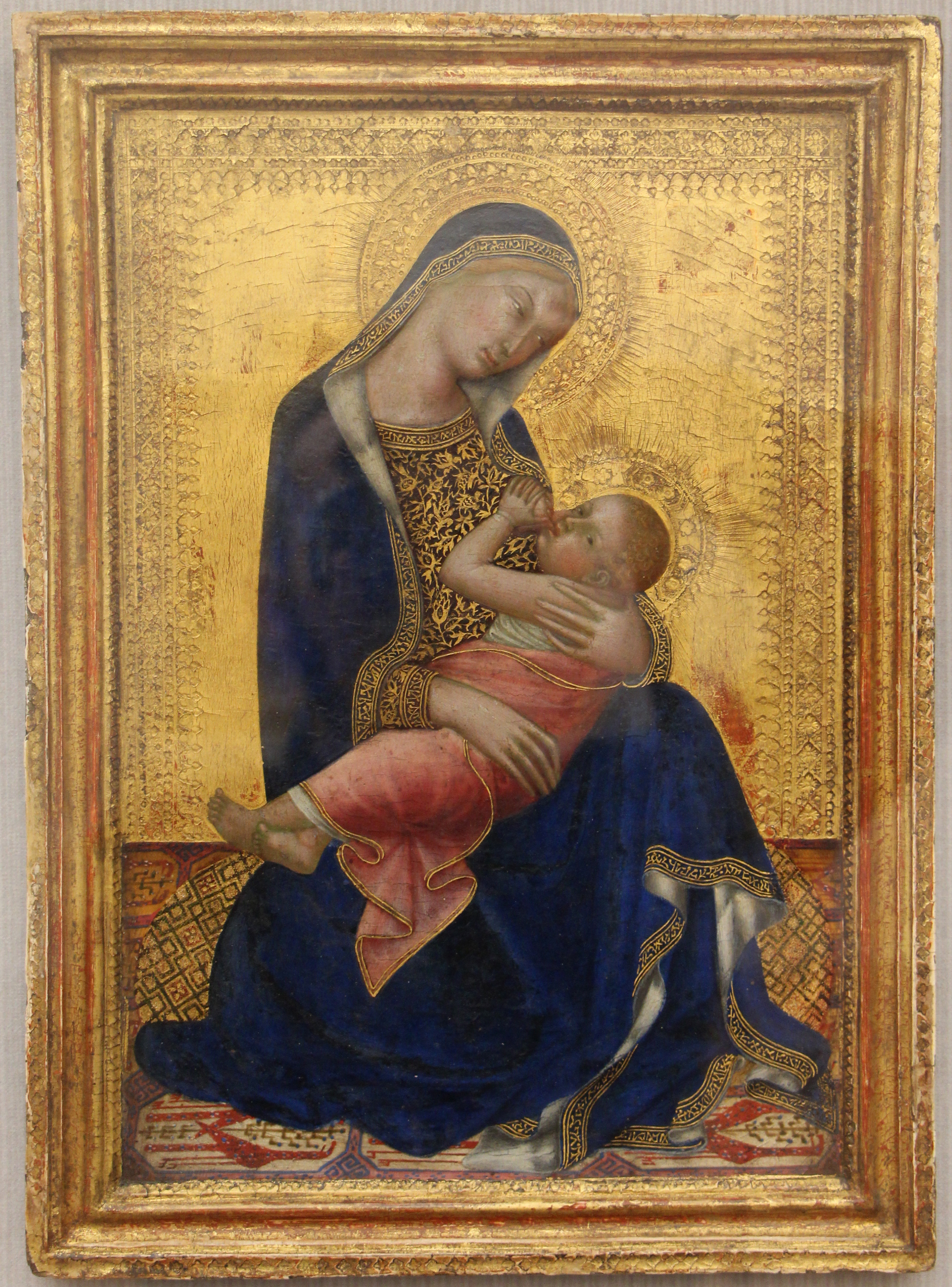
Madonna dell’Umilta, del taller de Lippo Memmi (ca. 1340-50) en Berlín.

Del foco sienés son los dos ejemplos más antiguos (1340-46) de «Madonna dell’Umilta». Así, la del museo de Berlín atribuida al taller de Lippo Memmi, cuñado de Simone Martini; y la de un genovés activo en Liguria, Bartolomeo Pellerano da Camogli, –supuesta copia de una de Simone–, guardada en la Galería Nacional de Palermo. Siguiendo las pautas de ese círculo simonesco (Memmi, Camogli, etc.) y los patrones de Duccio y los Lorenzetti (Ambrogio Lorenzetti y Pietro Lorenzetti), la escuela sienesa produjo una variada iconografía. Así por ejemplo, el taller que compartieron Andrea di Bartolo, sus hijos Giovanni y Ansano, y Luca di Tommè, se dedicaría casi exclusivamente a producir vírgenes de la humildad, como la expuesta en la Galería Nacional en Washington datada hacia 1415, obra de Andrea di Bartolo (1360-1428), hijo de Bartolo di Fredi Cini (1330-1410), que fuera alumno a su vez de Lorenzetti y socio de taller con los Vanni.
Otros talleres con producción más o menos seriada de pequeños retablos o altarcillos de la «Madonna dell’Umilta» en el foco sienés fueron los de Giovanni di Niccolo da Pisa (ca. 1326-1360), alumno de Memmi y autor en serie de madonnas de rasgos mongoles, como la del Williamstown (Massachusetts), fechada hacia 1360; o Benedetto di Bindo Zoppo (original de Castiglione di Valdarcia, y activo en Siena ca. 1380 y en Perugia hasta 1417), cuya aportación al tema más conocida es la virgen de humildad del Díptico con San Jerónimo (hacia 1405).
La continuidad del motivo de la Madonna dell'Umiltà en la primera mitad del Quattrocento, tiene modelos originales en pintores como Domenico di Bartolo, artista de Asciano, sobrino de Taddeo di Bartolo, cuya virgen de humildad fechada en 1433 fue definida por Andrew Ladis como «una de las imágenes de devoción más innovadoras del Renacimiento temprano», por la simetría de las líneas en sus pies y las que flotan sobre ella, que representan la dualidad simbólica de su naturaleza, es decir, una mujer terrenal y una reina en el cielo. Observa Ladis asimismo, que contrastando con la humildad de su postura en un cojín sobre el suelo, la estrella y las piedras preciosas al igual que su aureola recuerdan su significado «magnífico». Otros críticos advierten que en esta pintura –que se encuentra en la Pinacoteca Nacional de Siena–, Domenico di Bartolo no usó sombras, como hizo en otras obras como su Virgen Entronizada del Museo de Arte de la Universidad de Princeton.

#### El foco toscano de Pistoia

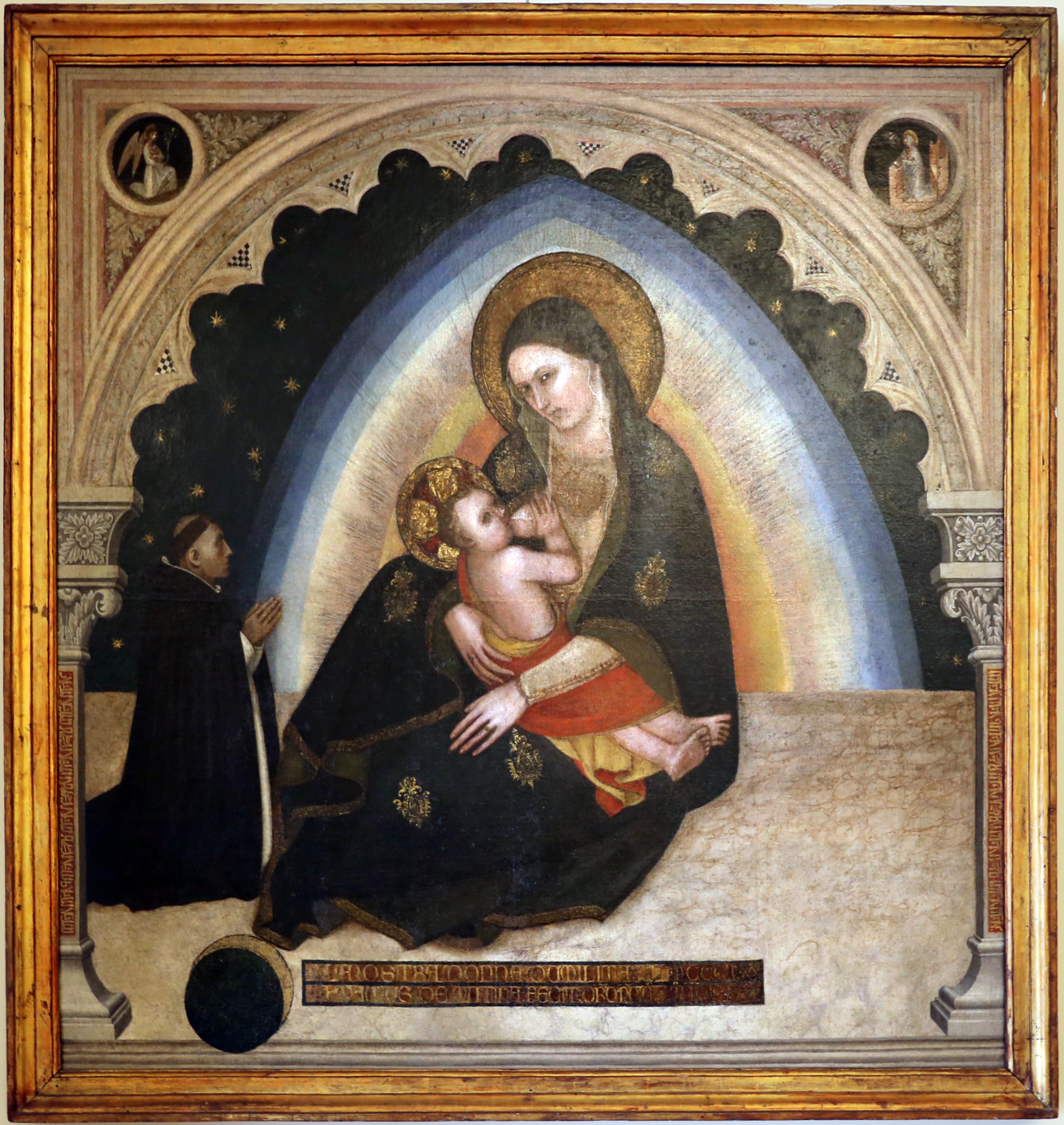
Madonna dell'umiltà (Paolo Serafini, hacia 1370)

Atribuido alternativamente a Paolo Serafini da Módena o a Giovanni di Bartolomeo Cristiani, es el modelo de la virgen de humildad de Pistoia, datado hacia 1380, tabla que fue trasladada desde Santa María Fuorisportam a la actual Basílica de la Madonna dell’Umiltá.
Otros ejemplos de este modelo toscano son los atribuidos al Maestro de San Miniato en el Museo de Tessé de Le Mans, o el de la iglesia de San Bartolomé in Pantano (Pistoia), datado hacia 1480 y enmarcado en el círculo del ‘Sollazzino’, pintor florentino que en 1493 firmaba una copia del modelo de Paolo Serafini, conservada en el Petit Palais de Aviñón.

### Variantes y tipología
Esta particular madonna sienesa derivó en múltiples modelos que se extendieron a su vez en otros lugares de la geografía itálica. Así, además de las pintadas en los focos toscano de Siena, Pistoia y Florencia, deben considerarse las producidas en Bolonia, Venecia, Las Marcas y Nápoles. Entre las variantes inexactas podría citarse como ejemplo la tabla central del Tríptico de Carlo, pintado por Bernardo Daddi, en el que María está sentada en una pequeña silla, en vez de en un cojín. Más ajustada es la fechada en 1450 (uno de los varios modelos de Humildad pintados por Fra Angelico).

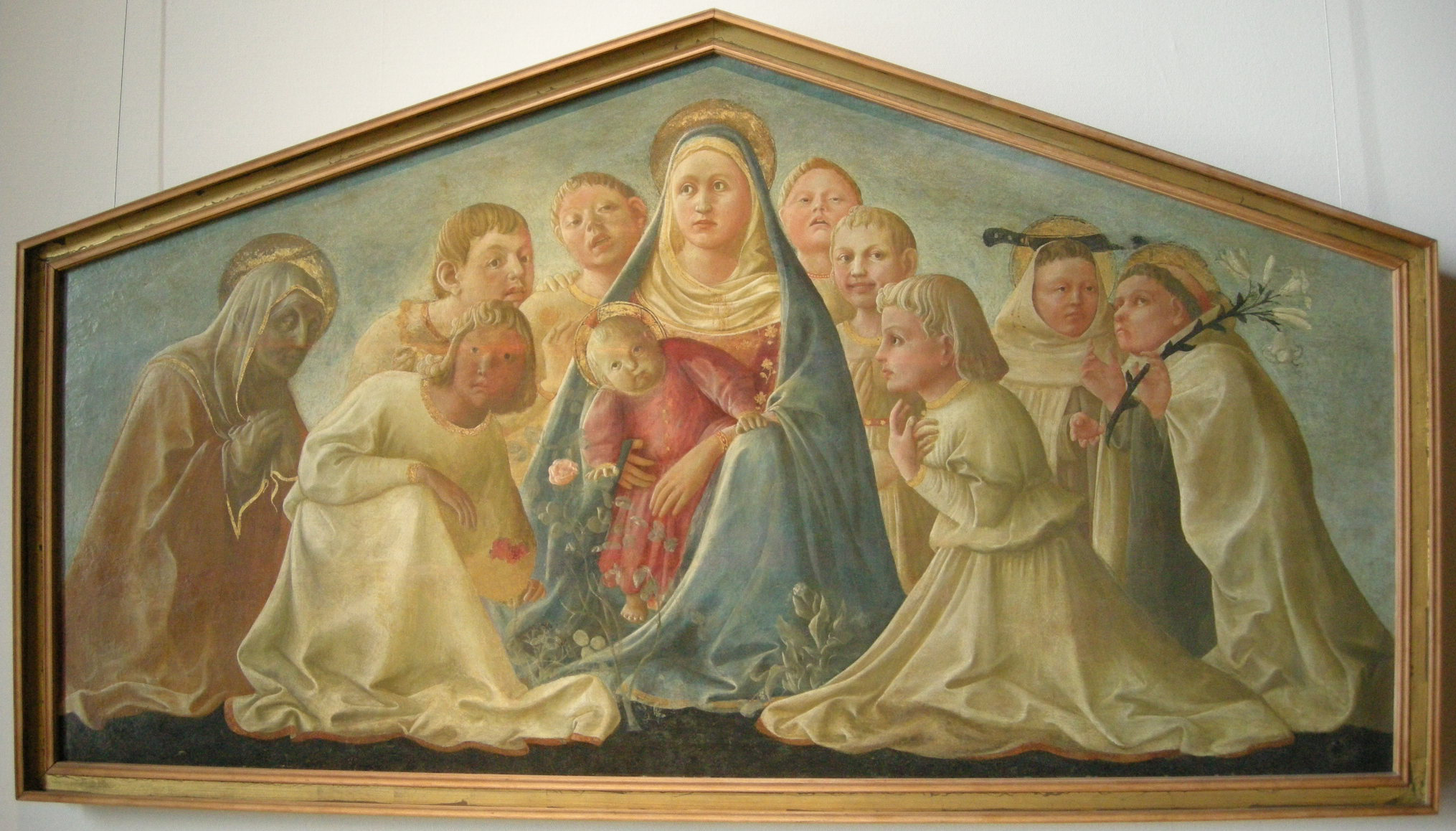
Madonna Trivulzio (temple sobre tabla, hacia 1430), obra de Filippo Lippi, siguiendo a Masaccio en la escuela florentina del Quattrocento, entre niños, monjes y santa Ana.
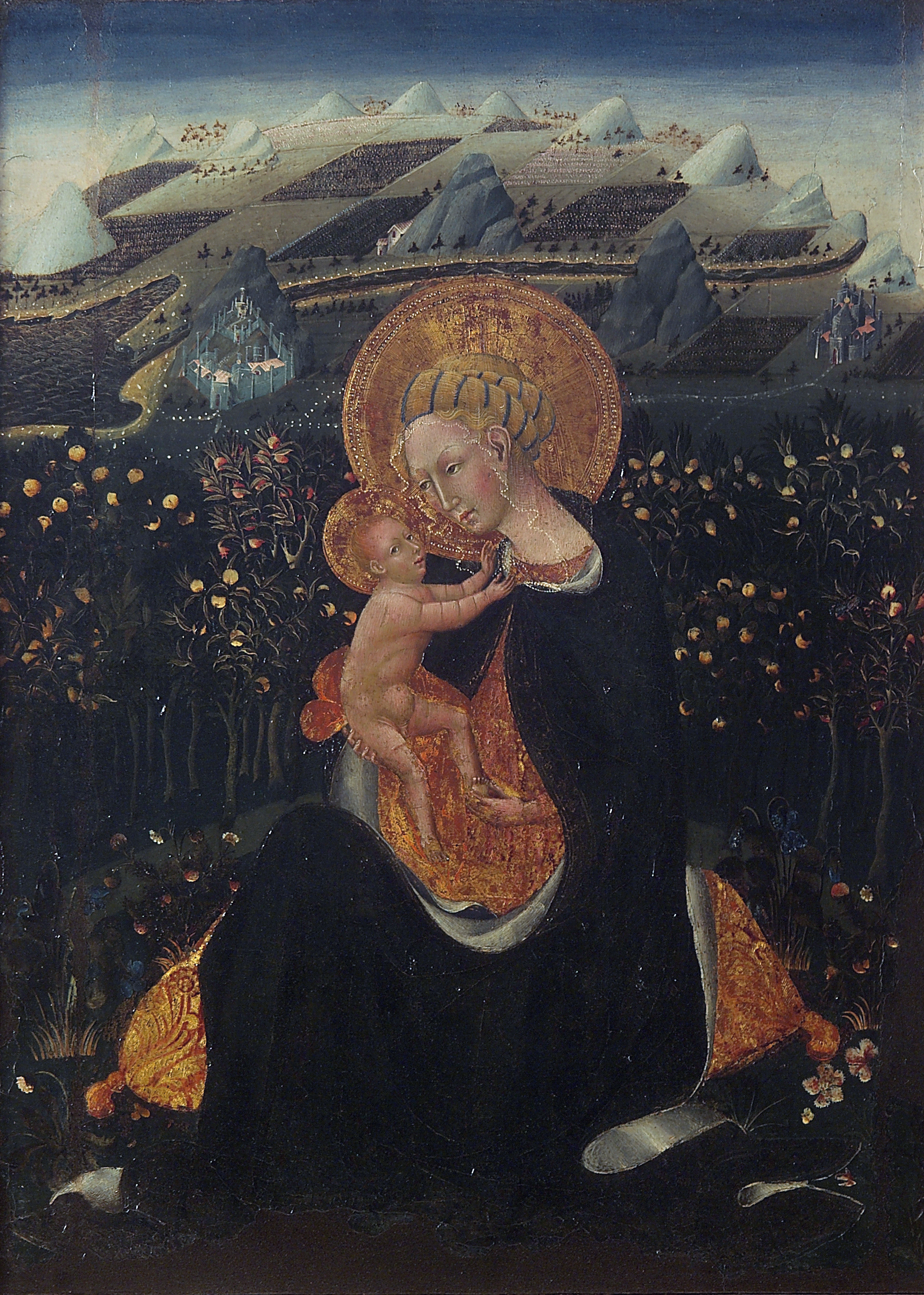
La de Giovanni di Paolo (ca. 1456) cuya percepción de la naturaleza y el paisaje recreados alrededor de la virgen, que llegará luego a su máximo esplendor en la pintura flamenca.

### La escuela de Florencia
El poderío artístico florentino también ha dejado una rica tipología de vírgenes de humildad, con su origen en tres posibles ramas: la giottesca, la simonesca y la rama sienesa de los pupilos y seguidores de Bernardo Daddi (estéticamente más bizantina). Entre los talleres más productivos hay que anotar los de Agnolo Gaddi (1345-96), iniciador con Gherardo Starnina del «nuovo stilo palaziego», más conocido como gótico internacional. Gaddi vivió en Florencia donde fue además banquero y comerciante. Seguidor de Gaddi fue Lorenzo Monaco, monje florentino nacido Piero di Giovanni (1370-1425), cuyas vírgenes ‘preñadas’ a la moda cortesana renacentista se incluyen en la tipología de la Humildad.
La creatividad florentina parece ser la responsable de un modelo mixto de virgen de humildad y virgen de adoración, en el que el niño tiende los brazos al pecho materno. La ocurrencia pudo partir del convento camaldolense en el que pintaba el iluminador Silvestro dei Gherarducci (1339-99), o del cercano taller de la familia Cione. En este grupo ‘innovador’ podrían añadirse los nombres de Masolino, Orcagna, Puccio di Simone (1345-65). Frente a ellos se impone la sobriedad de pintores como Bicci di Lorenzo (hijo de Lorenzo di Bicci y padre de Neri di Bicci, activos en Florencia entre el XIV y el XV), que marcaría la pauta compositiva del modelo desarrollado en Las Marcas.

### Las Marcas
Mediado el Quattroccento, el más importante representante del modelo de la «Madonna dell'Umiltà», activo en Las Marcas y Florencia, fue Allegretto Nuzzi (h1356) alumno de Daddi y Masso di Banco, y cuya iconografía sería continuada y ampliada por su alumno Franciscuccio Ghissi (1360-80). Otro núcleo muy activo fue el de los maestros de Camerino.

### Nápoles
Tras las visitas a la ciudad del Vesubio de Giotto, Pietro Cavallini y especialmente Simone en 1317, se pintan en Nápoles modelos singulares de la «Madonna dell’Umilta» como la Mater Omnium de 
Roberto d' Oderisi (pintada hacia 1346, siguiendo el modelo de Simone Martini), conservada en el napolitano Museo de Capodimonte. 

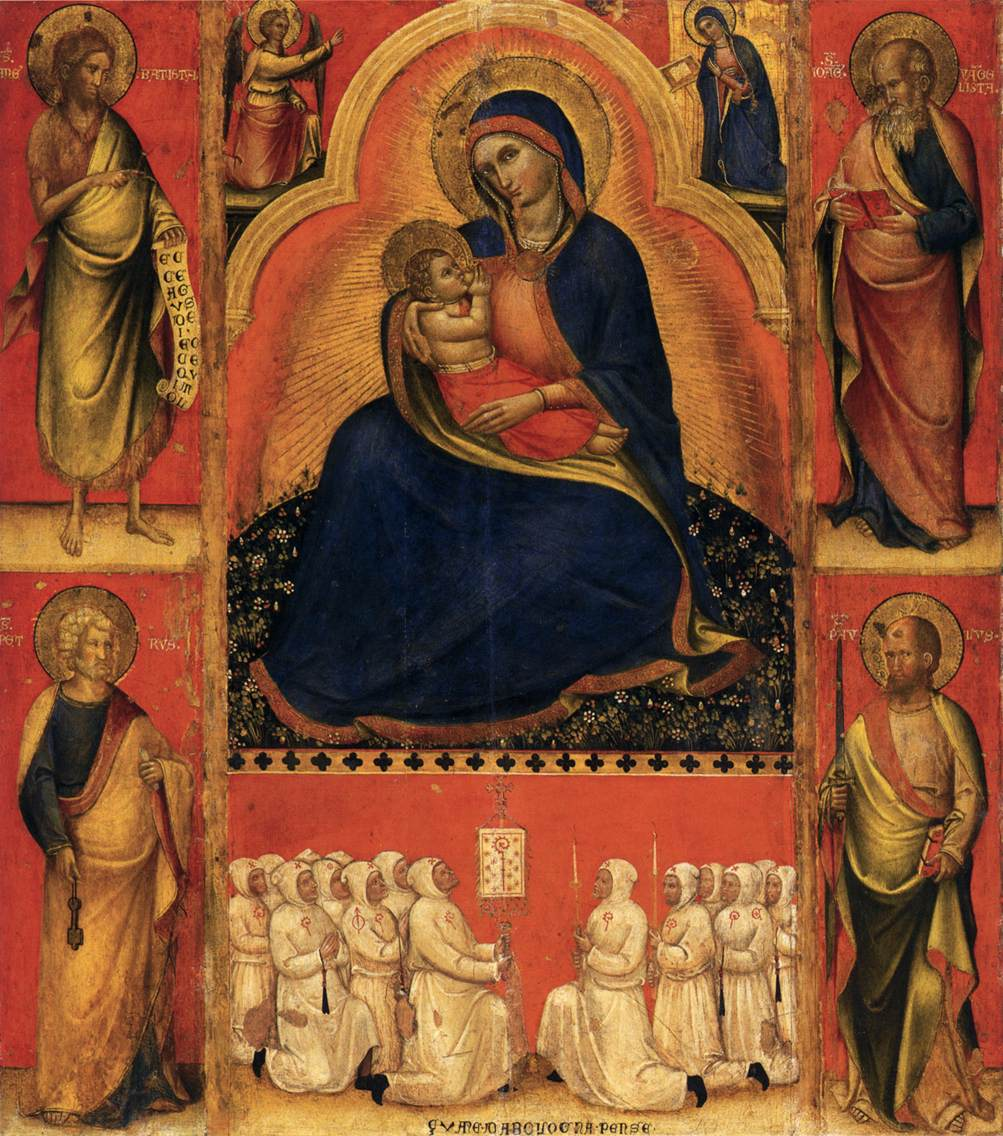
Virgen de la humildad con santos o de la Confraternidad de San Juan Evangelista, temple sobre tabla, 111 x 99 cm, Venecia, Gallerie dell'Accademia.

Otro modelo –muy difundido luego en Aragón y Provenza fue el atribuido al Maestro delle Tempere Francescane (Pietro Orimina?) fechado en la primera mitad del siglo xiv, seguidor de Giotto en Nápoles, con detalles de influencia bizantina.

### Bolonia
Los tres principales talleres en Bolonia corresponden a Lippo Dalmasio y Andrea da Bologna (identificado, bien con Andrea de'Bartoli (Bolonia 1359-68) activo en Pavía, Asís y Bolonia, miniaturista y pintor, o con Andrea Bruni, activo en Ancona entre 1350-90. Junto a ellos se anota la figura de Giovanni da Bologna (1377-89), posible seguidor de Lippo Dalmasio y activo también en Venecia. Muy representativas son sus vírgenes humildes de la Pinacoteca de Brera, en Milán, y de la Gallerie dell'Accademia.

## Desarrollo fuera de Italia

### En el Levante de la península ibérica
Fuera de Italia el foco más importante en producción de esta particular iconografía sería el Levante peninsular español. El comercio del Reino de Aragón con Génova, Nápoles y Venecia llevó a los mejores talleres catalanes y valencianos toda la gama de modelos de la virgen de humildad, desde los iconos bizantinos a los pequeños retablos devocionales, pasando por los grandes encargos de cortesanos y eclesiásticos.
Siguiendo los estudios de José Gudiol y Santiago Alcolea Blanch, el motivo de la virgen de humildad levantina se produce en tres talleres que pudieron ser uno solo, con atribuciones a Lorenzo Zaragoza (Lorenzo Zaragoza), el llamado “Maestro de Villahermosa” y Francesc Serra II (dentro del conjunto de la familia Serra). Los tres –que pudieran ser sólo dos- parecen haber tenido contacto con un cuarto en litigio, Ramon Destorrents, al que se le atribuye la más antigua de la serie, la Virgen de Tobed (localidad zaragozana de procedencia), fechada entre 1359-1362, gracias a la identidad de los donantes: Enrique II Trastamara, esposa e hijos.
El modelo de origen coincide con el atribuido a Bartolomeo da Camogli –ya comentado al inicio–. Iconográficamente, la fidelidad de la ‘mare de deu de la llet’ levantina a ese modelo sienés se repetirá en el gesto de las manos de María y la pose del Niño, casi fotográficamente, desde la Cerdaña francesa (en las vírgenes humildes de Palau o Elna) a los ejemplos más meridionales.

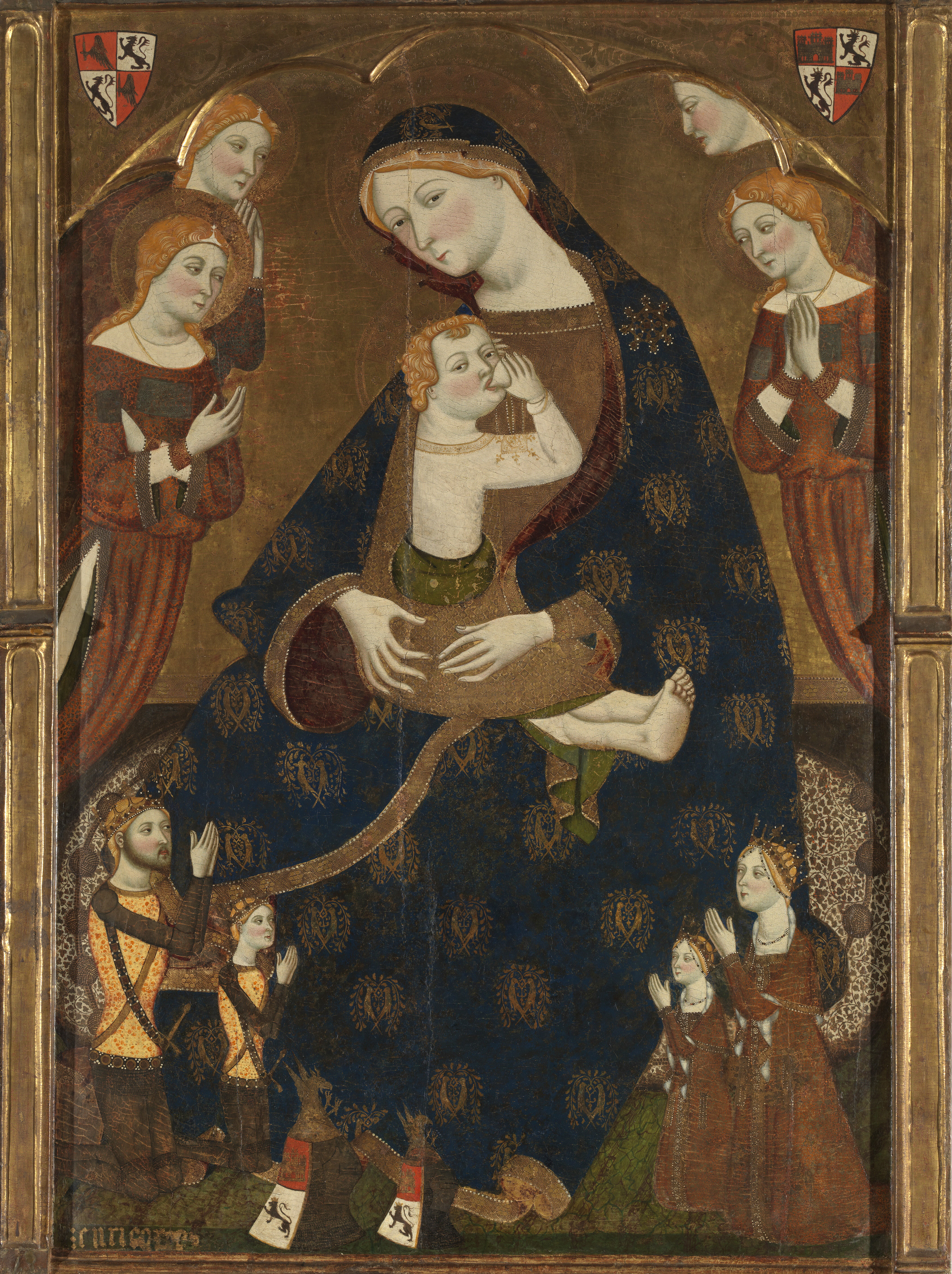
Ramón Destorrents o Jaume Serra. Museo del Prado
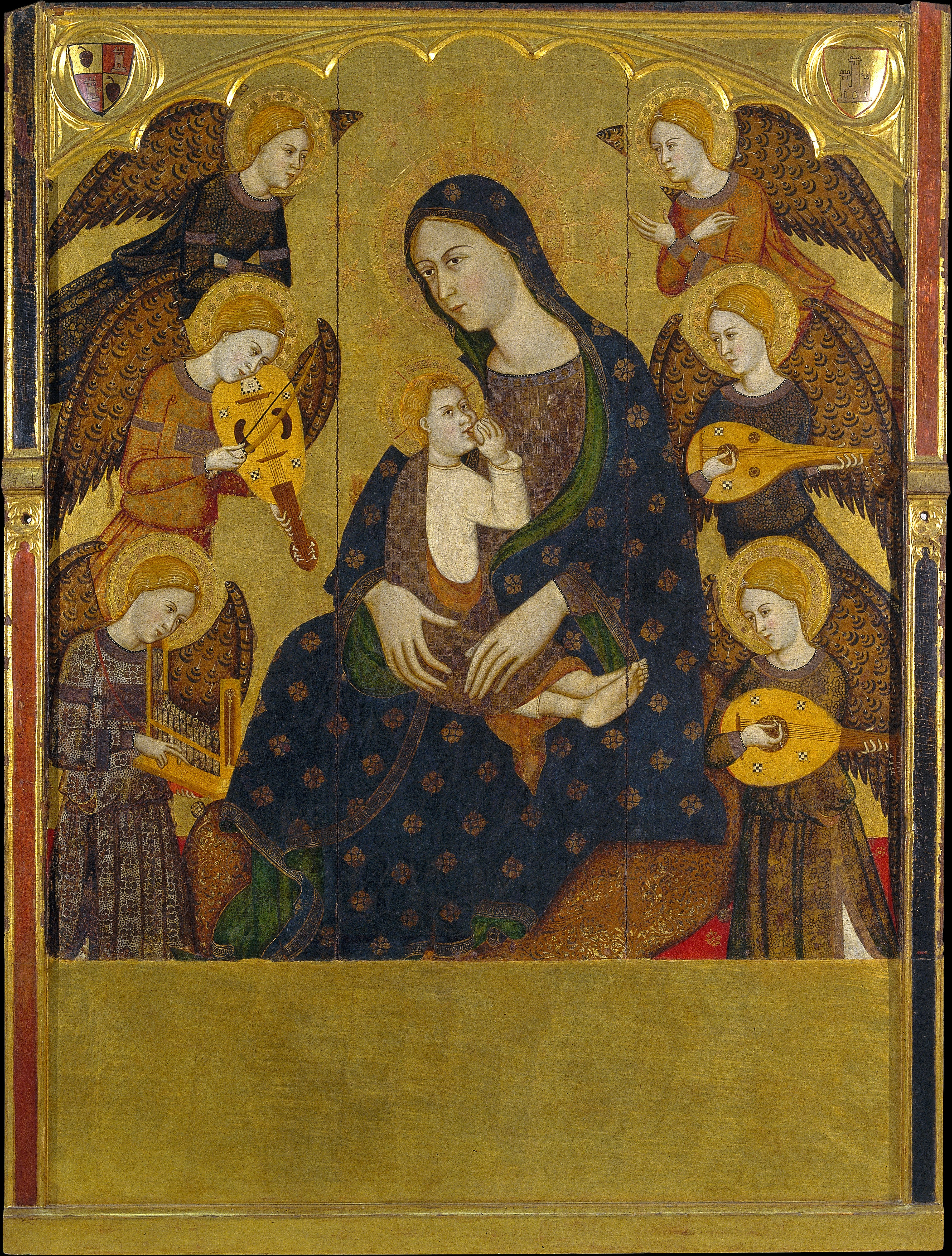
Lorenzo Zaragoza (hacia 1375-95). MNAC
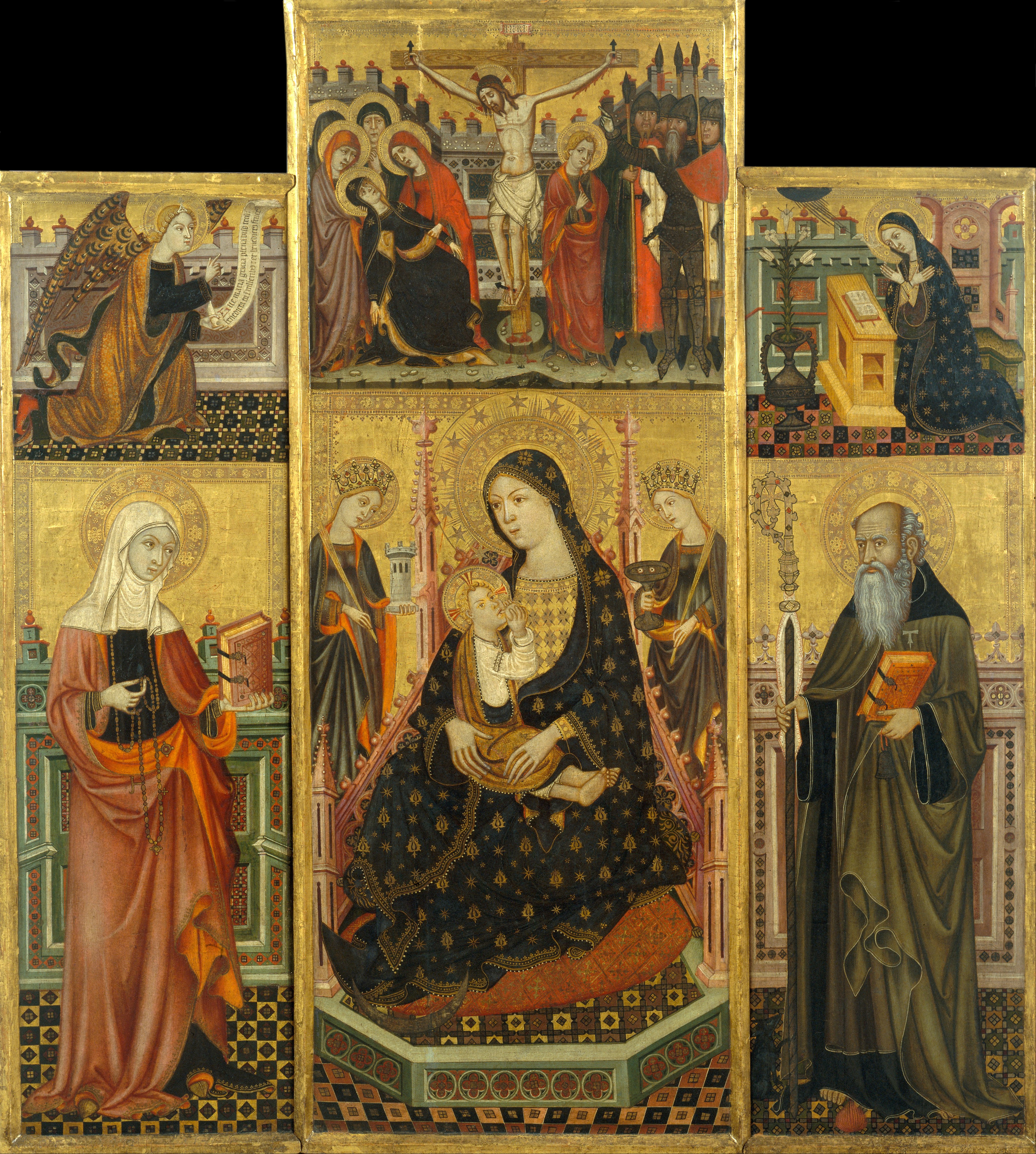
Taller de Llorenç Saragossà. Finales del s.xiv. MNAC
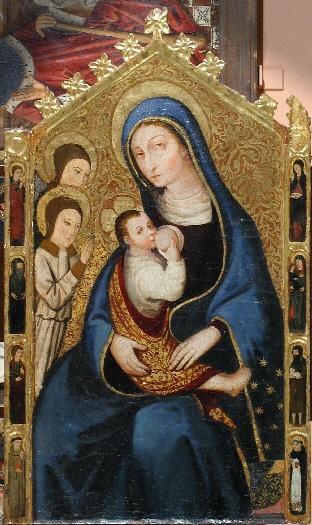
Anónimo s.xiv. Museo de Zaragoza

### Desarrollo de la virgen de humildad en Flandes
En Flandes, la estética de la Virgen de Humildad se recrea en los “descansos en la huida a Egipto” modelados por Gerard David y coreados por Patinir, Van Orley o Isenbrant, entre los más productivos talleres de las guildas de varias capitales flamencas, llegando a constituir en sí mismos un capítulo iconográfico independiente. También se manifiesta el tipo de la virgen humilde en algunos interiores íntimos y en la simbología mariana del «hortus conclusus» (jardín cerrado).

Representación de la virgen de la humildad en el hortus conclusus, pintada por un seguidor de Robert Campin, conservada en el Museo J. Paul Getty.

Los pintores flamencos aprovechan la iconografía de la humildad para desarrollar su particular estética del detalle, la perspectiva y el paisaje. De los innumerables ejemplos pueden mencionarse los pintados en los talleres de Pieter van der Weyden en Bruselas, y de Adriaen Isenbrant en la guilda de Brujas; y junto a ellos y sus numerosos émulos y seguidores, habría que colocar el que quizá llegaría a ser modelo más difundido, la Madonna de Humildad del descanso en la Huida a Egipto, en cuyo origen flamenco colaborarían distintos talleres, como es el caso del cuadro del Museo Real de Bruselas, en el que se mezclan la obra de las figuras a cargo de Joos van Cleve y la de Joachim Patinir en conjunto del paisaje (lleno de símbolos en los sucesivos planos que llegan hasta el fabuloso horizonte).

### En Centroeuropa
También pueden encontrarse ejemplos de la virgen de humildad al final del siglo xv, en zonas de la Europa Central como las actuales Suiza y Alemania. Entre ellos podría destacarse el modelo de Hans Fries pintado hacia 1495 (en el Museo Correr de Venecia), o la versión del Maestro del Altar de San Bartolomeo (escuela de Colonia, hacia 1480), conservado en la National Gallery londinense.